# 쓰다카촌
쓰다카촌(津高村)은 일본 오카야마현 미쓰군에 설치되었던 촌이다. 현재의 오카야마시 기타구의 일부에 해당한다.